# Apple M1
Apple M1 — перша система на кристалі архітектури ARM компанії Apple Inc. для використання у настільних комп'ютерах і ноутбуках.
Використовується у нових комп'ютерах MacBook Air, Mac Mini і MacBook Pro, представлених 10 листопада 2020 року.
Це перший процесор для персональних комп'ютерів, виготовлений за технологічною нормою 5 нанометрів.

## Будова

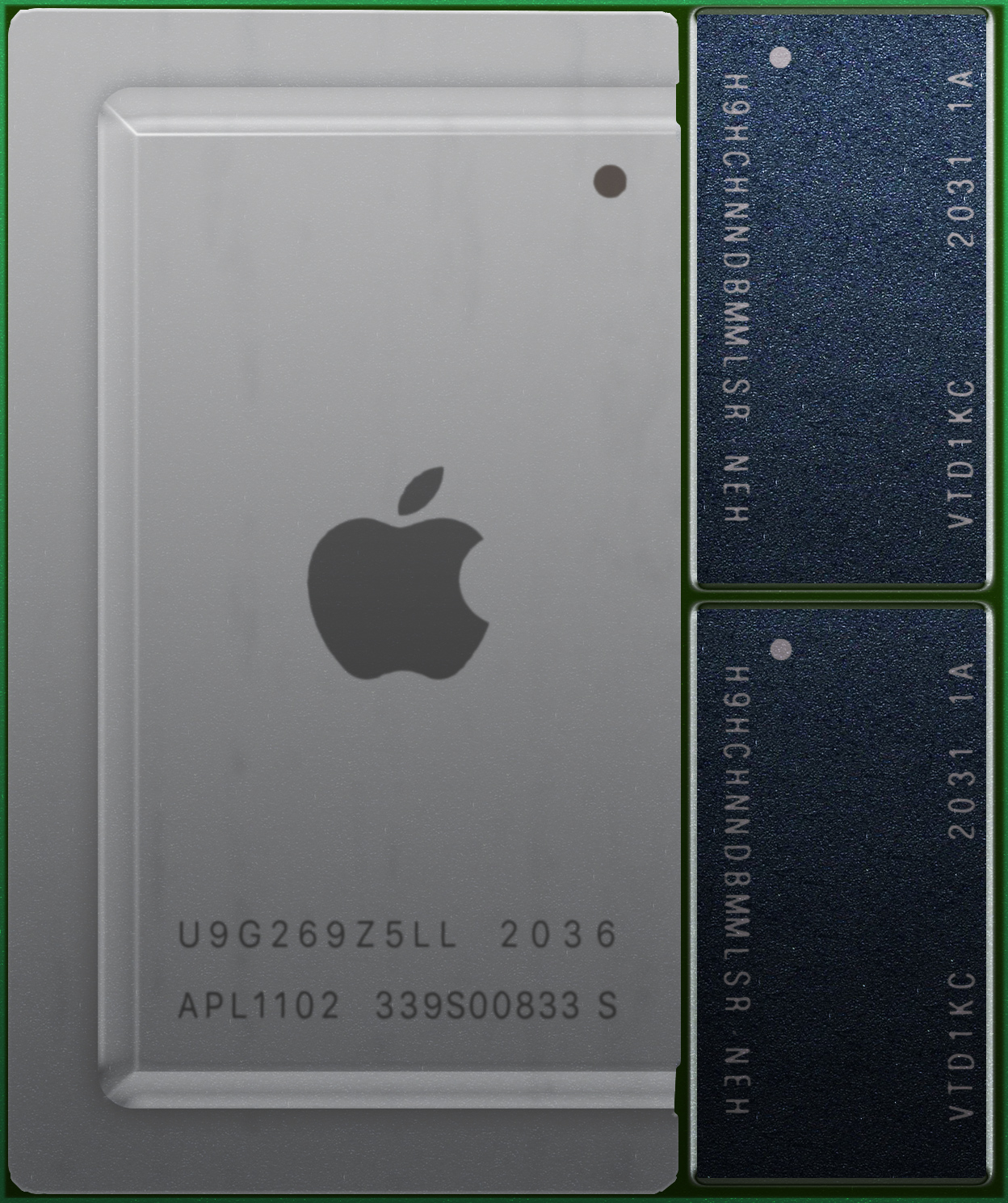
Apple M1 вкритий пластиною для відведення тепла та двома модулями LPDDR4X SDRAM

Процесор Apple M1 складається з чотирьох високопродуктивних ядер, і такої ж кількості ядер з низьким енергоспоживанням — концепція, схожа на ARM big.LITTLE. За заявою Apple, малопотужні ядра споживають одну десяту частку потужності високопродуктивних ядер.

### Кеш-пам'ять
Кожне високопродуктивне ядро має 192 кілобайт кешу інструкцій і 128 кілобайт даних; 12 мегабайт кеш-пам'яті другого рівня є спільними для даних чотирьох ядер.
Ядра низького споживання («високоефективні», за термінологією Apple — англ. high-efficiency cores) мають 128 KB командного кешу і 64 KB кешу даних кожне; спільний кеш L2 для цих чотирьох ядер має об'єм 4 мегабайти.
Чип спроєктовано для використання з пам'яттю LPDDR (DDR4), що працює на частоті 3733 МГц.[джерело?] Пам'ять «напаюється» пакетом на корпус процесора. Анонсовані комп'ютери мають 8 або 16 гігабайт оперативної пам'яті.

## Моделі

### M1 Pro
Представлений в жовтні 2021 року. Містить близько 33,7 млрд транзисторів. Система на чіпі площею 245 мм² має 10 ядер процесора (2 енергоефективних ядра Icestorm та 8 високопродуктивних Firestorm) та 16 ядер графічного прискорювача.
8 високопродуктивних ядер поділено на два кластера по 4 ядра в кожному. В залежності від кількості активних ядер в кластері, їхня тактова частота може сягати від 3036 МГц (3-4 активних ядра) до 3228 МГц (одне активне ядро). При чому обидва кластера здатні обирати тактову частоту незалежно один від одного.
Енергоефективні ядра працюють на тактовій частоті 2064 МГц. Аналогічно оригінальному M1 вони мають кеш другого рівня обсягом 4 МБ.
Кожен кластер, і у варіанті Pro так і Max, має кеш другого рівня обсягом 12 МБ.
M1 Pro має шину пам'яті LPDDR5 256-біт завширшки зі швидкістю 6400MT/s що відповідає пропускній здатності 204 ГБ/с.

### M1 Max
Представлений в жовтні 2021 року. Містить 57 мільярда транзисторів. Система на чіпі площею 432 мм² має 10 ядер процесора (2 енергоефективних ядра та 8 швидкісних) та 32 ядра графічного прискорювача.

## Продуктивність та ефективність
M1 зафіксував конкурентну продуктивність та ефективність у популярних тестах (Geekbench 5, Cinebench R23).
Mac mini 2020, оснащений M1, споживає 7 Вт у режимі простою та 39 Вт при максимальному навантаженні у порівнянні з 20 Вт у режимі очікування та 122 Вт максимальним навантаженням для 6-ядерного Intel i7 Mac mini 2018 року.

## Продукти, що використовують Apple M1
- MacBook Air
- Mac Mini
- MacBook Pro
- iMac 24"
- iPad Pro 2021